# USS Lexington (CV-16)
O USS Lexington (CV-16) é um porta-aviões da Marinha dos Estados Unidos, pertencente a Classe Essex.
Em 31 de julho de 2003 foi adicionado como uma estrutura no Registro Nacional de Lugares Históricos, bem como, na mesma data, designado Marco Histórico Nacional.

## Galeria

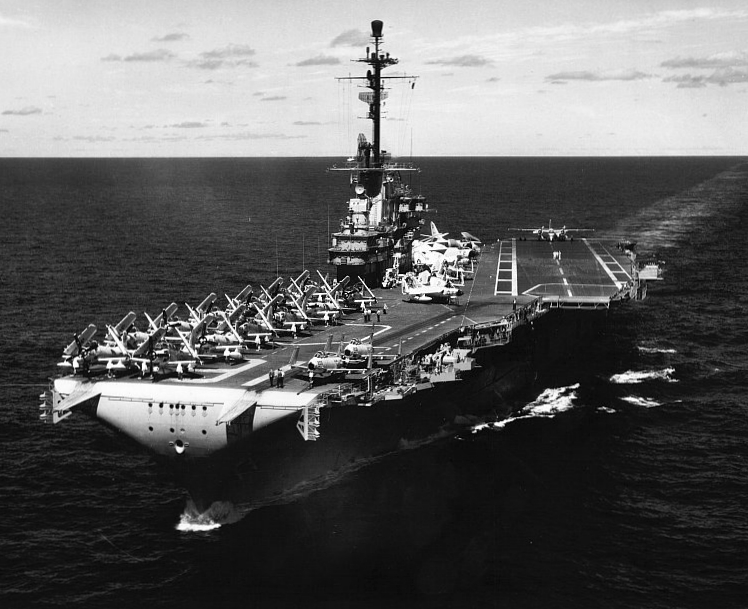
USS Lexington (CV-16) 1958
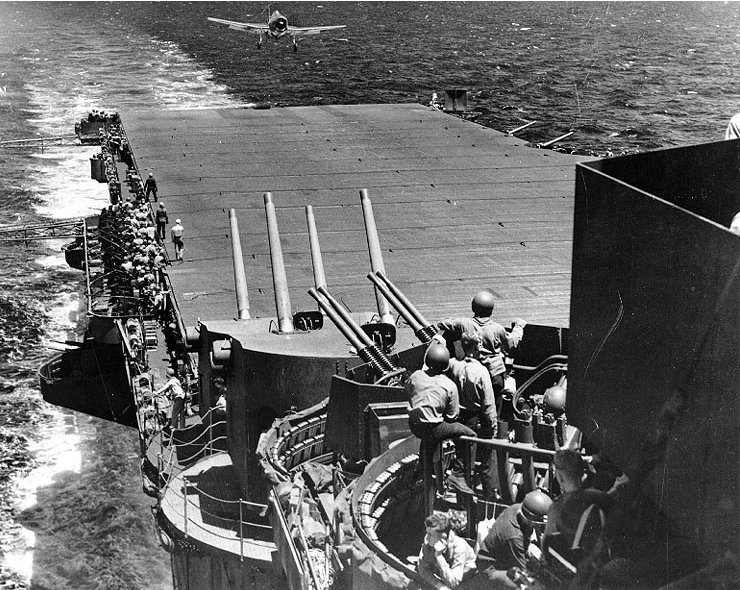
Lexington em junho de 1944 no mar das Filipinas

## Honrarias e condecorações
| Nomenclatura e barretas das honrarias e condecorações | Nomenclatura e barretas das honrarias e condecorações | Nomenclatura e barretas das honrarias e condecorações |
| Presidential Unit Citation                            | Presidential Unit Citation                            | Presidential Unit Citation                            |
| ----------------------------------------------------- | ----------------------------------------------------- | ----------------------------------------------------- |
|                                                       |                                                       |                                                       |
| Meritorious Unit Commendation com uma estrela         | Navy Expeditionary Medal                              | China Service Medal                                   |
| Bronze star                                           |                                                       |                                                       |
| American Campaign Medal                               | Asiatic-Pacific Campaign Medal com onze estrelas      | World War II Victory Medal                            |
|                                                       | Silver star · Silver star · Bronze star               |                                                       |
| Navy Occupation Service Medal com barra "Asiática"    | National Defense Service Medal com uma estrela        | Armed Forces Expeditionary Medal com duas estrelas    |
|                                                       | Bronze star                                           | Bronze star · Bronze star                             |
| Special Operations Service Ribbon                     | Philippine Presidential Unit Citation                 | Philippine Liberation Medal com duas estrelas         |
|                                                       |                                                       | Bronze star · Bronze star                             |